# Força Aérea de Autodefesa do Japão
Força Aérea de Autodefesa do Japão (航空自衛隊, Kōkū Jieitai) é a atual  força aérea do Japão. A Força Aérea de Autodefesa do Japão mantém uma rede integrada de instalações de radar e centros de defesa em todo o país. A nação conta com interceptor de aviões-caça e mísseis terra-ar para interceptar aeronaves hostis. Ambos os sistemas foram melhorados a partir dos anos 1980. Aviões obsoletos foram substituídos no início de 1990 por modelos mais sofisticados, e mísseis Nike-J foram sendo substituídos por novos sistemas Patriot. Essencialmente, porém, o país conta com as forças dos Estados Unidos para fornecer capacidade de intercepção.

## História

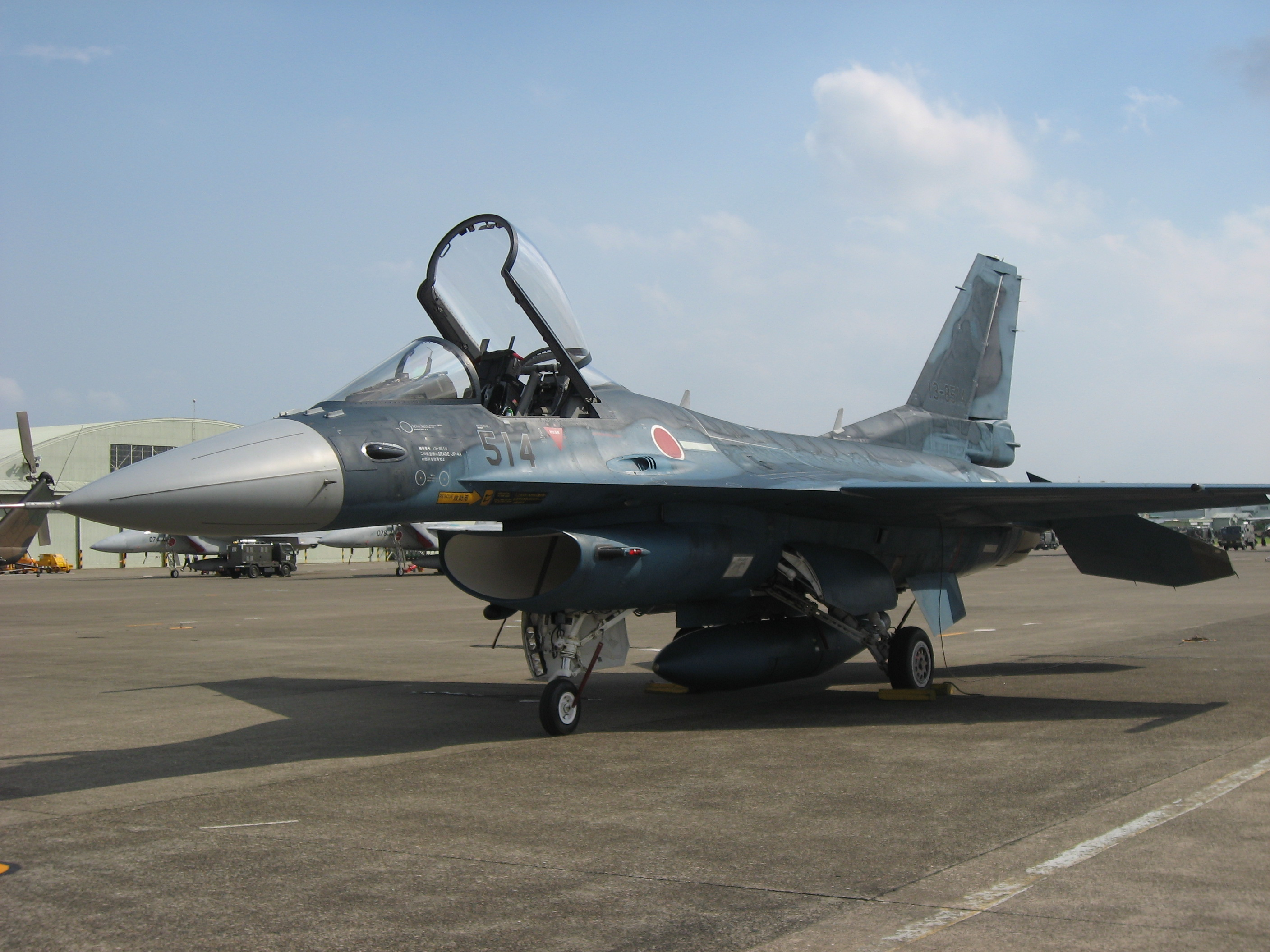
F-2

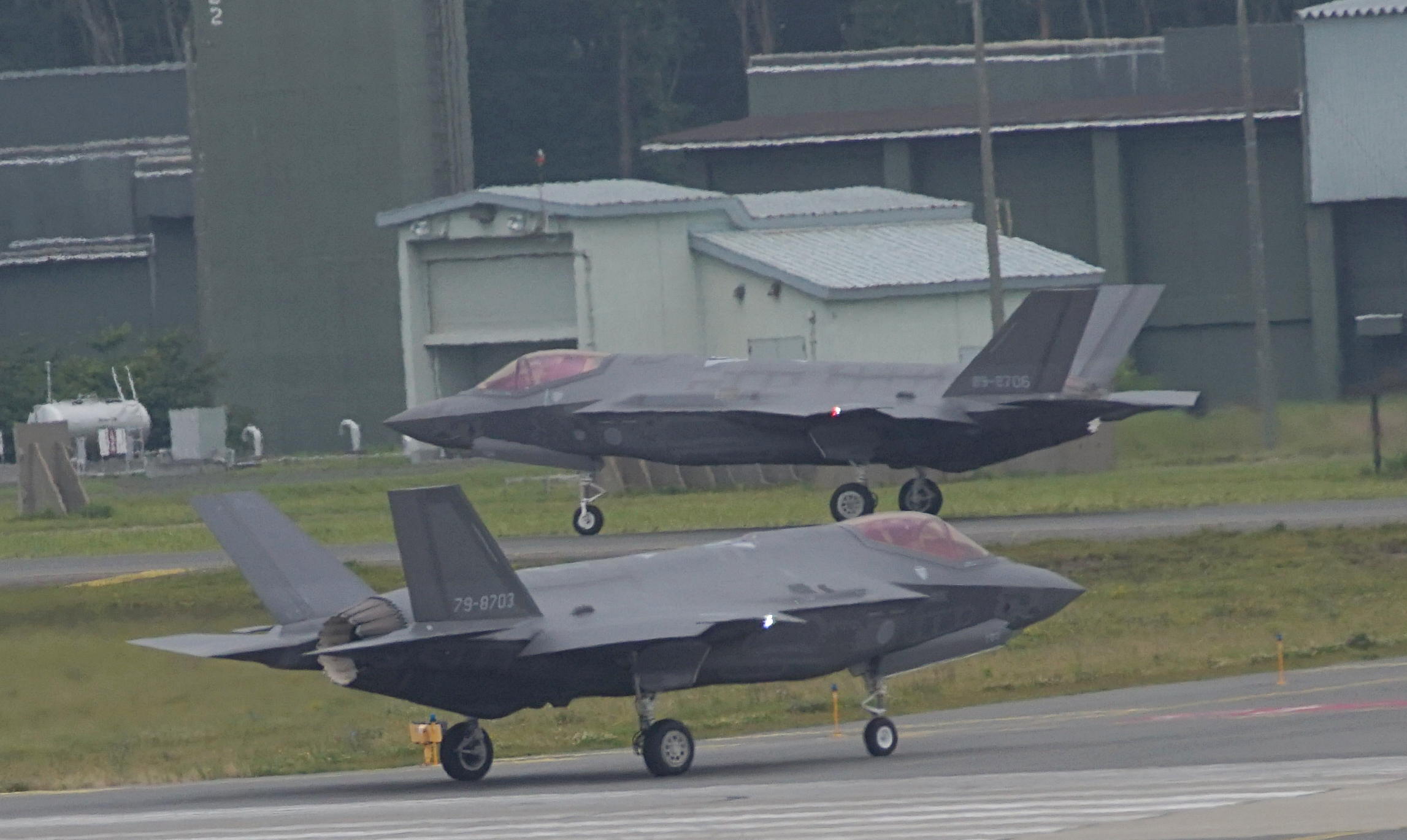
Caças F-35A da força aérea japonesa.

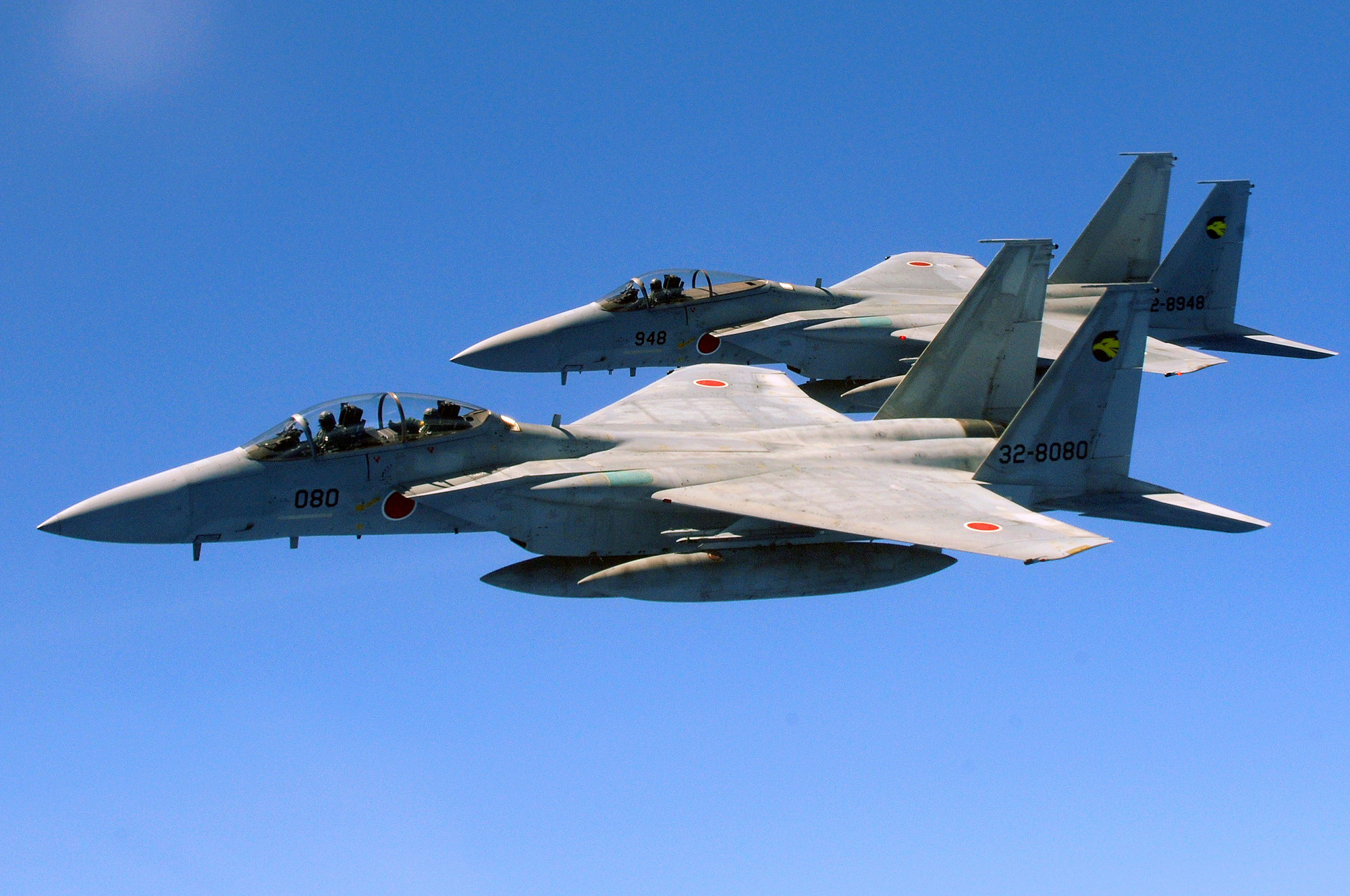
F-15J

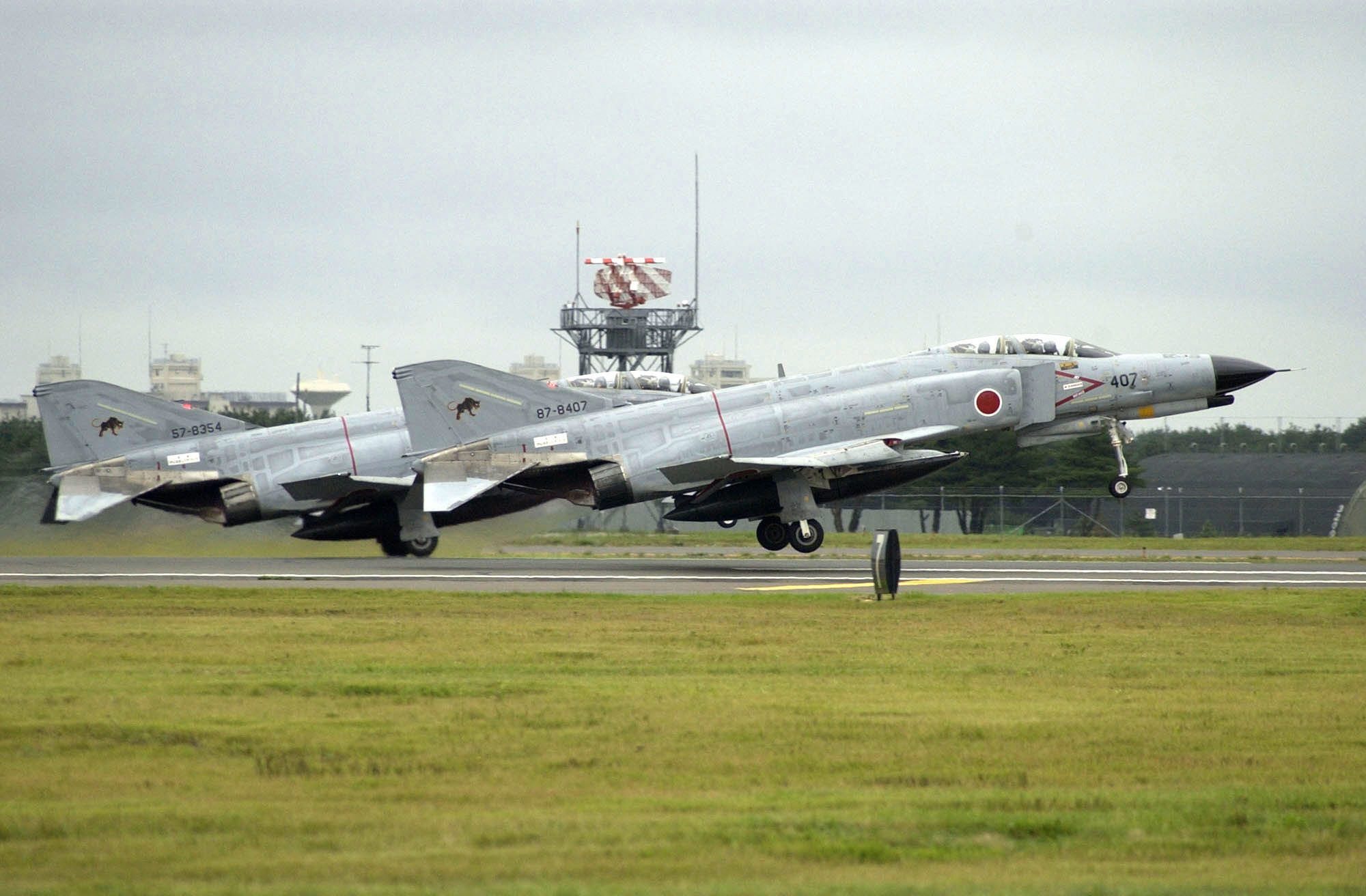
F-4

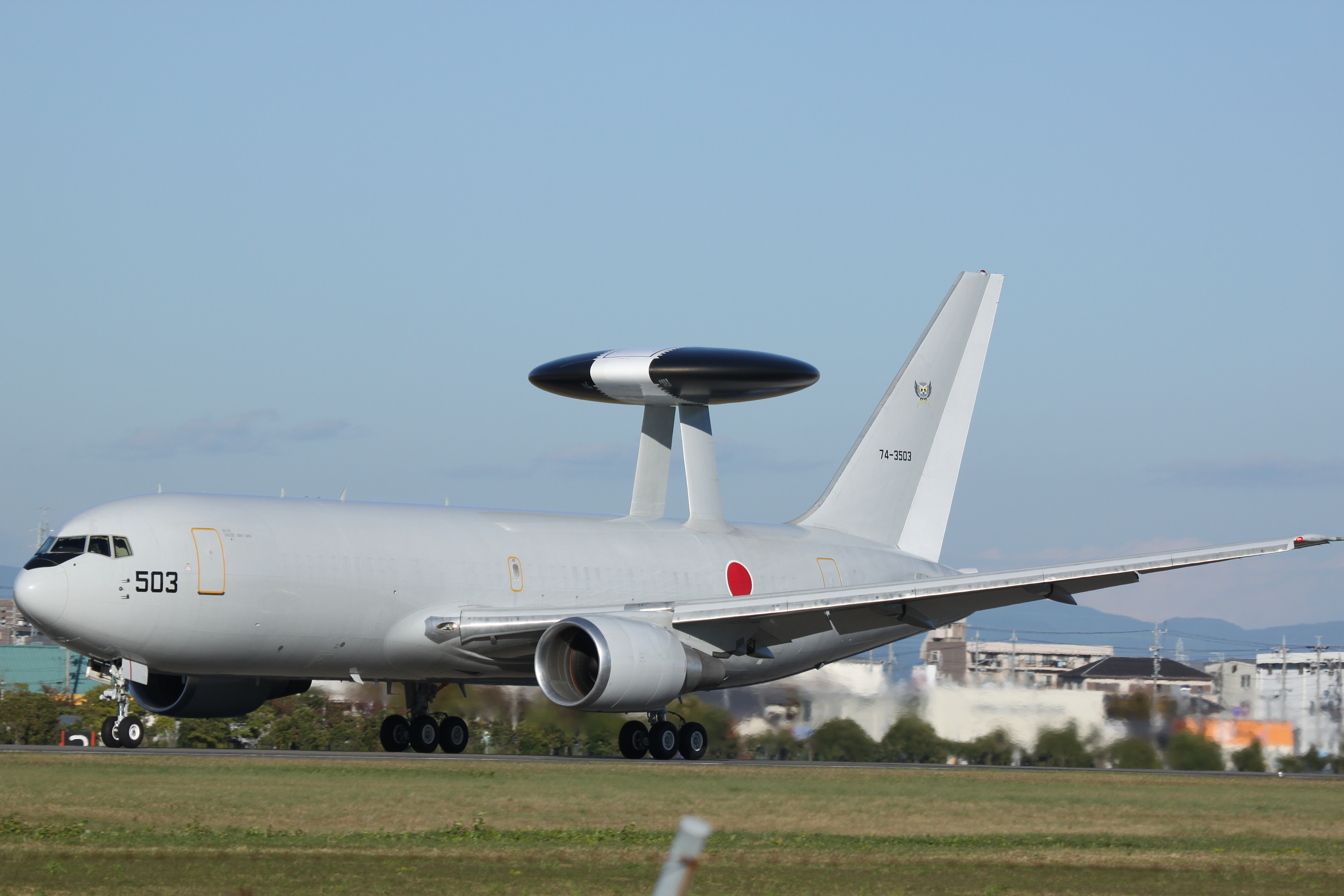
E-767

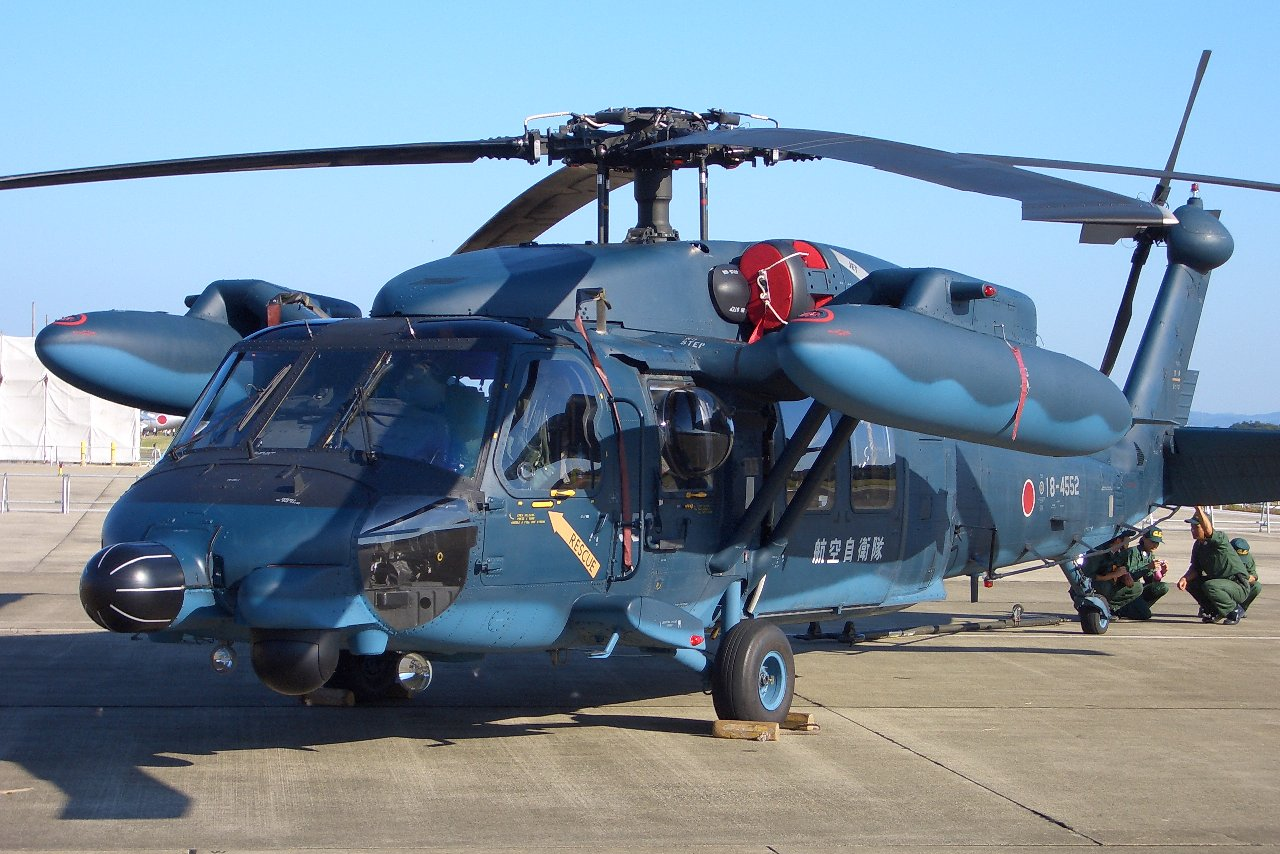
UH60J

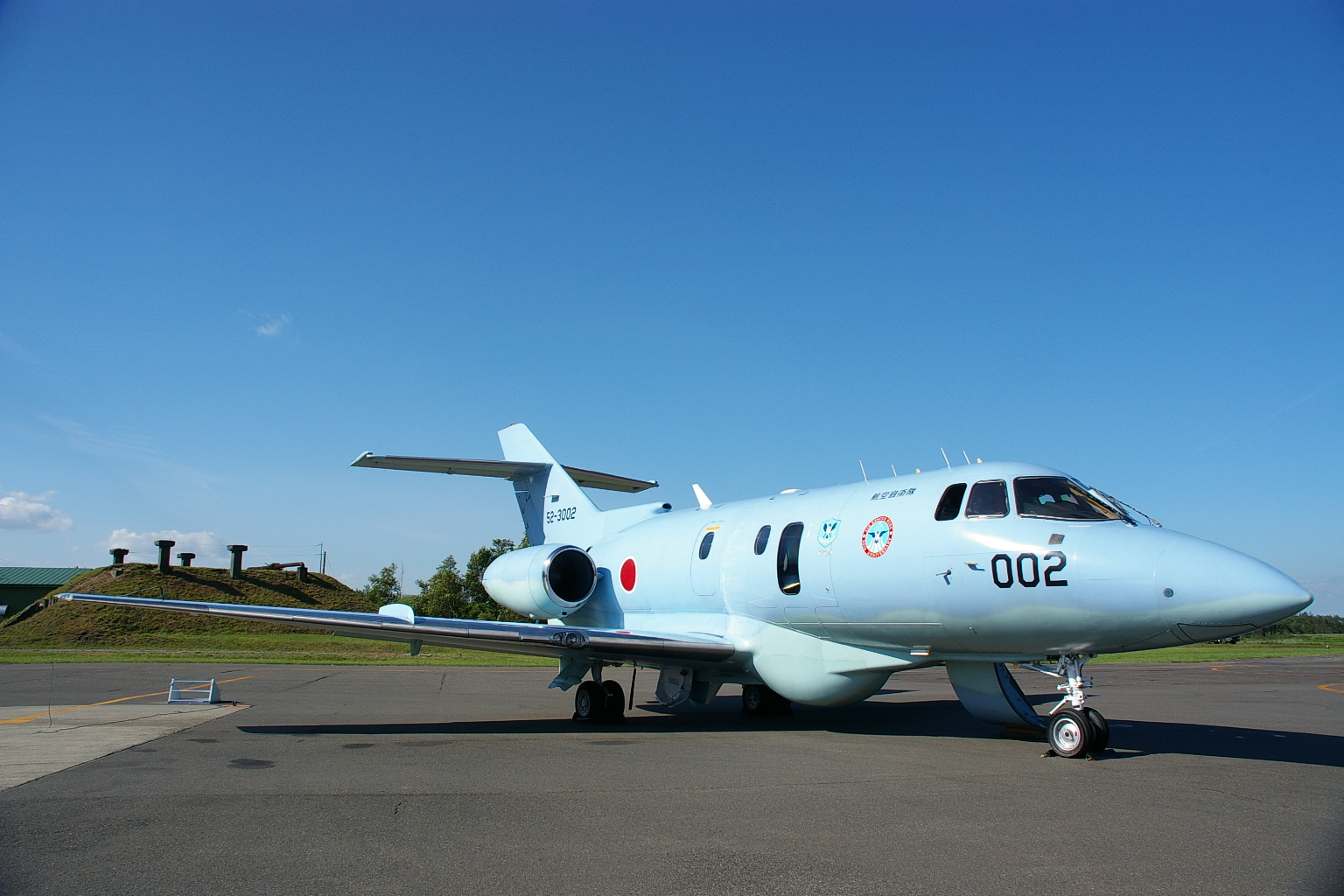
U-125A

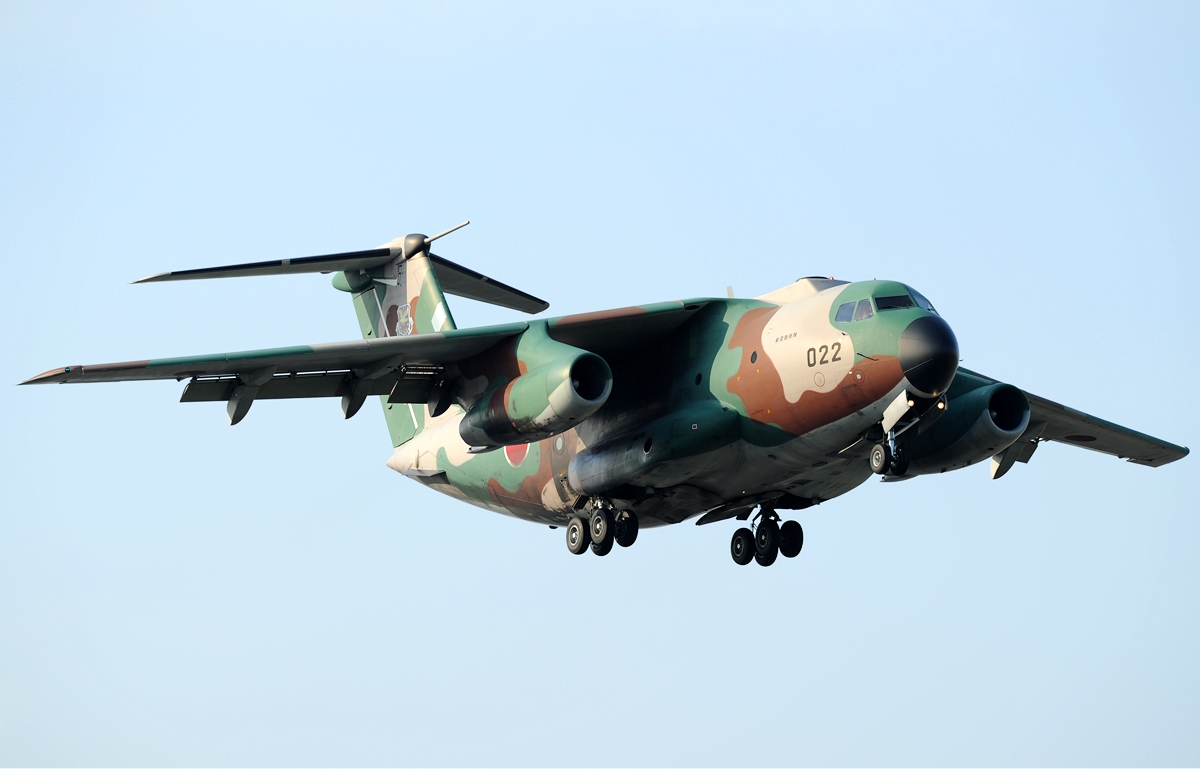
C-1

Com a derrota na Segunda Guerra Mundial o Japão abriu mão incondicionalmente de todas suas forças armadas. A Constituição proíbe o Japão do pós-guerra de manter as forças militares e de levar a guerra para resolver disputas internacionais.
Apesar da cláusula antiguerra, a Polícia Nacional Reserva foi criada em 1950 durante a ocupação do Japão pelos Aliados (1945-1952) para substituir as tropas americanas que foram enviadas para a Guerra da Coréia. A Polícia Nacional foi transformada em Forças de Autodefesa do Japão pelo governo japonês em 1954.

## Inventário de aeronaves
A Força Aérea de Autodefesa do Japão opera 777 aviões, dos quais 424 são aviões de combate. Ainda contém 50 324 militares no serviço ativo.
| Avião                                                       | Origem                 | Tipo                                       | Versões          | Em serviço       | Notas |                  |
| Avião de combate                                            | Avião de combate       | Avião de combate                           | Avião de combate | Avião de combate | Avião de combate | Avião de combate |
| ----------------------------------------------------------- | ---------------------- | ------------------------------------------ | ---------------- | ---------------- | --- | ---------------- |
| Mitsubishi F-2                                              | Japão                  | CaçaTreinamento                            | F-2AF-2B         | 6232             | 94 + 4 protótipos fabricado pela Mitsubishi |                  |
| F-4 Phantom II                                              | Estados Unidos · Japão | CaçaReconhecimento                         | F-4EJRF-4E       | 9126             | 2 F-4EJ e RF-4 foram fabricados pelos E.U.A e o restante foi fabricado pela Mitsubishi sob licença. RF-4 a versão começou a ser eliminada; número equivalente de F-15 para receber radar de abertura sintética. |                  |
| F-15 Eagle                                                  | Estados Unidos · Japão | CaçaTreinamento                            | F-15JF-15DJ      | 16548            | 2 F-15J's e 12 F-15DJ foram fabricados pelos E.U.A e o restante foi fabricado pela Mitsubishi sob licença. |                  |
| F-35 Lightning II                                           | Estados Unidos         | Caça multifunção                           | F-35A            | 12               | + 105 encomendados |                  |
| Avião de treinamento                                        |                        |                                            |                  |                  | |                  |
| Fuji T-7                                                    | Japão                  | Treinamento                                |                  | 49               | fabricado pela Fuji |                  |
| Raytheon Hawker 400                                         | Estados Unidos         | Treinamento                                | T-400            | 13               | |                  |
| Kawasaki T-4                                                | Japão                  | Treinamento                                |                  | 208              | fabricado pela Kawasaki |                  |
| Avião de transporte                                         |                        |                                            |                  |                  | |                  |
| Boeing 747                                                  | Estados Unidos         | VIP transport (Japanese Air Force One/Two) | 747-400          | 2                | |                  |
| Gulfstream IV                                               | Estados Unidos         | Transporte VIP                             | U-4              | 5                | |                  |
| Boeing 767                                                  | Estados Unidos         | Reabastecimento aerotransportado           | KC-767J          | 4                | |                  |
| Kawasaki C-1                                                | Japão                  | Transporte táticoGuerra Eletrônica         | C-1AEC-1         | 251              | fabricado pela Kawasaki |                  |
| C-130 Hercules                                              | Estados Unidos         | Transporte tático                          | C-130H           | 16               | |                  |
| NAMC YS-11                                                  | Japão                  | Transporte                                 | YS-11            | 13               | fabricado pela Mitsubishi |                  |
| British Aerospace BAe 125                                   | Reino Unido            | VIP transport/Sar                          | U-125A           | 32               | |                  |
| AEW                                                         |                        |                                            |                  |                  | |                  |
| Boeing 767                                                  | Estados Unidos         | Sistema Aéreo de Alerta e Controle         | E-767            | 4                | |                  |
| Grumman E-2 Hawkeye                                         | Estados Unidos         | Alerta Aéreo Antecipado                    | E-2C             | 13               | |                  |
| Helicóptero de transporte/Helicóptero de Busca e Salvamento |                        |                                            |                  |                  | |                  |
| Mitsubishi H-60                                             | Estados Unidos · Japão | Busca e Salvamento                         | UH-60J           | 45               | 3 UH-60J foram construídos pelos E.U.A e restantes UH-60Js criados pela Mitsubishi sob licença. |                  |
| Boeing CH-47 Chinook                                        | Estados Unidos · Japão | Helicóptero de transporte                  | CH-47J           | 15               | Construídos pela Kawasaki sob licença. |                  |

### Outros equipamentos
- M167 VADS
- MIM-104 Patriot (PAC-2 & PAC-3)
- Type 81 Surface-to-air Missile
- Type 91 Surface-to-air missile
- Type 3 Chū-SAM
- Type-11 short-range surface-to-air missile

### Futuros Equipamentos
| Aeronaves                         | Tipo                                       | Versão                | Quantidade | Notas |
| --------------------------------- | ------------------------------------------ | --------------------- | ---------- | --- |
| Mitsubishi ATD-X                  | Demonstrador de Tecnologia                 | -                     | -          | Primeiro voo previsto em 2014. |
| Kawasaki C-2                      | Transporte tático                          | -                     | 2          | é esperado a produção de 30 a 50 unidades, 6 unidades encomendadas orçamento 2012.                                                  |
| F-X                               | Fighter                                    | -                     | 42 + 100   | Em 20 de dezembro de 2011 o governo japonês anunciou a compra de 42 F-35A                                                           |
| Northrop Grumman RQ-4 Global Hawk | UAV                                        | -                     | 3          | Japão interessado no Global Hawk |
| Boeing KC-46 Pegasus              | reabastecimento aéreo e transporte aéreo   | KC-46A                | 3          | Previsão da primeira entrega em 2020.                                                                                               |
| Grumman E-2 Hawkeye               | avião de alerta aéreo                      | E-2D Advanced Hawkeye | 3          | Previsão da primeira entrega em 2017.                                                                                               |
| Boeing 777                        | VIP transport (Japanese Air Force One/Two) | 777-300ER             | 2          | Devido ao alto custo de manutenção dos 747 e as restrições para pousar em aeroportos pequenos vai ser substituído pelo 777 em 2019. |

## Bandeira
A Força Aérea de Autodefesa do Japão (FAAJ), estabelecida independentemente em 1952, tem apenas o disco solar como seu emblema. Esse é o único ramo com um emblema que não invoca os raios solares do padrão imperial. Entretanto, há uma bandeira para uso em bases e em paradas. A bandeira foi criada em 1972, sendo a terceira usada pela FAAJ desde sua criação. A bandeira contém a insígnia da FAAJ em um fundo azul.

## Legislação
- Ministério da Defesa. 〇海上自衛隊の使用する航空機の分類等及び塗粧標準等に 関する達; 24 de dezembro de 1962. (em japonês).
- Ministério da Defesa do Japão. 自衛隊の旗に関する訓令; 25 de março de 2008. (em japonês).